# دنده درپاخل
دنده درپه خیل یک روستا در پاکستان است که در وزیرستان شمالی واقع شده‌است. به‌دلیل درگیری‌های طالبان و ارتش آمریکا در این منطقه این روستا طبق سرشماری ۲۰۱۷ بدون سکنه شده‌است.